# سرخیو ساباتینو
سرخیو ساباتینو (انگلیسی: Sergio Sabatino؛ زادهٔ ۲۰ آوریل ۱۹۸۸) بازیکن فوتبال اهل ایتالیا است.